# Strada nazionale 76 Frentana
La strada nazionale 76 Frentana era una strada nazionale del Regno d'Italia, che congiungeva Roccaraso a San Vito Chietino.
Venne istituita nel 1923 con il percorso "Dalla nazionale n. 75 presso Roccaraso per Casoli e Lanciano all'innesto con l'Adriatica Inferiore n. 69 presso S. Vito Chietino".
Nel 1928, in seguito all'istituzione dell'Azienda Autonoma Statale della Strada (AASS) e alla contemporanea ridefinizione della rete stradale nazionale, il suo tracciato costituì per intero la strada statale 84 Frentana.